# Rock en aragonés

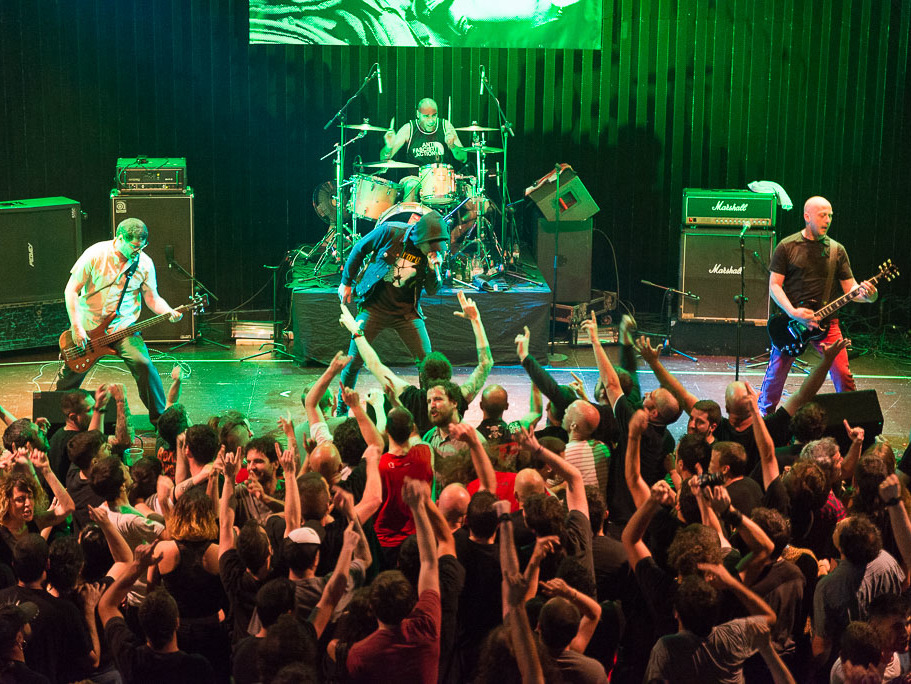
Concierto de El Corazón del Sapo de la minigira «2017 formas de matar con unos tirantes» en beneficio del Grupo de Ayuda a Refugiad@s de Zaragoza.

La etiqueta de rock en aragonés viene usándose ocasionalmente desde la década de 1990 para referirse a la música interpretada por los grupos de rock que cantan mayoritariamente en lengua aragonesa.
En realidad, el término suele incluir a todos los grupos que usan el aragonés para un estilo musical distinto al étnico o folclórico, que era el único en el que parecía que el idioma tuviera su expresión particular. Aun así, los grupos suelen caracterizarse por el uso instrumental de elementos característicos del folclore aragonés, por la fusión del rock con diferentes estilos, locales o universales, y por letras en muchos casos combativas o de denuncia de situaciones globales o relativas a Aragón.
El primer grupo de rock en cantar en aragonés fue Rolde, un grupo de La Almunia, en 1987. Entre los grupos más representativos se encuentran Mallacán (1995-2009), Prau (1997-2012), Saraqusta o Esferra (1999). Algunas bandas de rock aragonesas en castellano han utilizado el aragonés para alguna de sus canciones, como por ejemplo Ixo Rai!, Comando Cucaracha, Monaguillos sin Fronteras, Skabeche o El Corazón del Sapo.
Desde finales de la década de 2010 se ha vivido un nuevo impulso de los grupos que publican canciones en aragonés, apareciendo el grupo Fongo, que con su única canción en aragonés, Luenga Religada, ha conseguido un cierto éxito, además otros como JMCP, Au d’Astí!, Ixeya, Mallazo y la Ronda de Boltaña con Amaral. Se han realizado incluso algunos conciertos dedicados exclusivamente al rock en aragonés, como el Ixufrina Rock de Fonz en 2022 y 2023.